# Heinrich von Thelemann

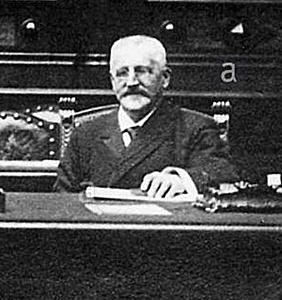
Justizminister Thelemann im bayerischen Landtag, 1912

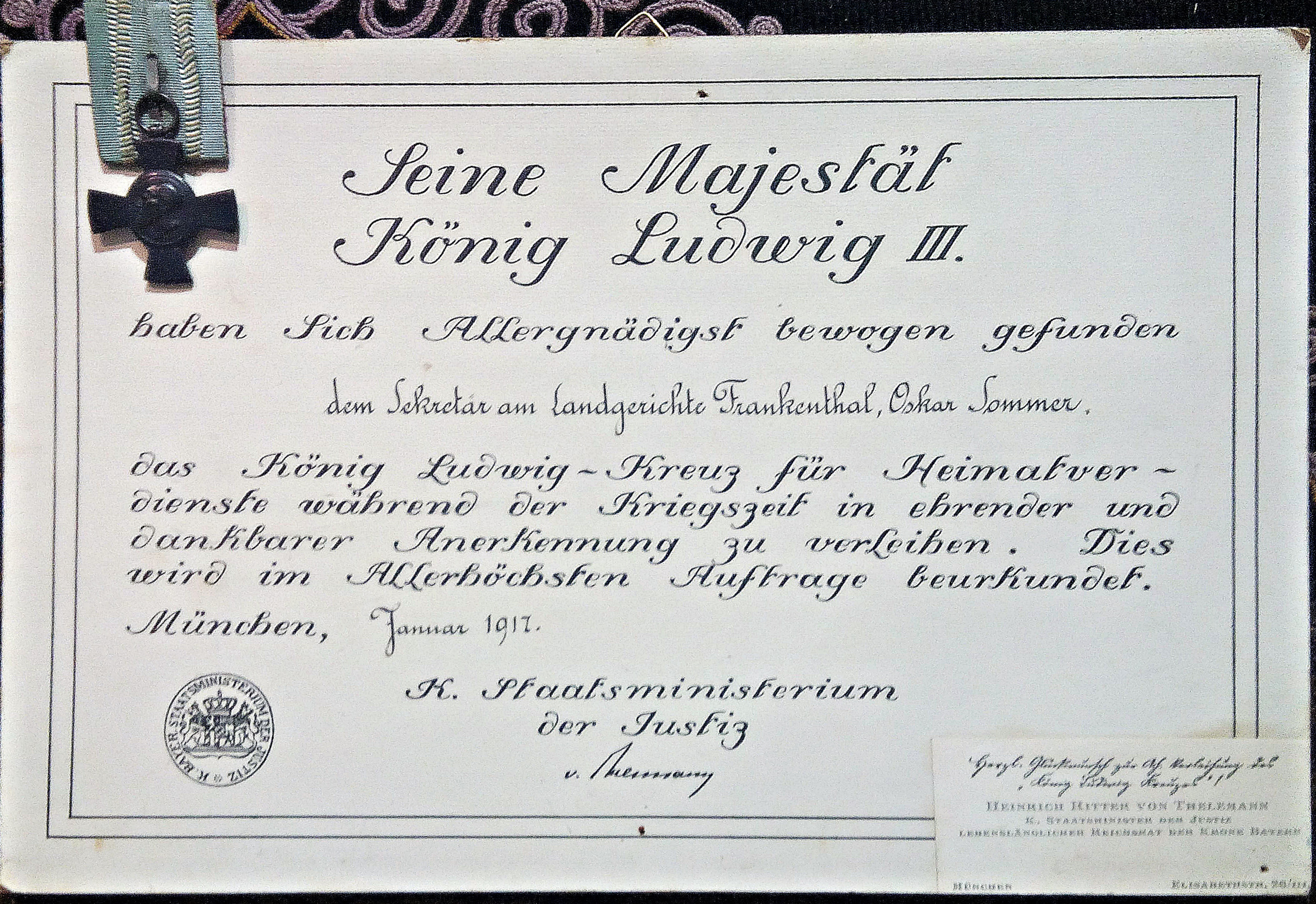
Verleihungsurkunde zum König Ludwig-Kreuz, 1917, mit Faksimileunterschrift Thelemanns. Anhängend eine Visitenkarte des Ministers mit handschriftlichen Glückwünschen.

Heinrich Thelemann, ab 1899 Ritter von Thelemann (* 15. Dezember 1851 in Aschaffenburg; † 2. Februar 1923 in München) war ein Jurist, Richter und letzter Justizminister des Königreichs Bayern.

## Leben und Wirken
Thelemann war der Sohn des Appellationsgerichtsrats Friedrich Johann Thelemann, besuchte das Gymnasium in Aschaffenburg und nahm aktiv am Feldzug von 1870/71 teil. An den Universitäten Würzburg und München absolvierte Thelemann ein Jurastudium und war seitdem Mitglied der Studentenverbindung Akademischer Gesangverein München im SV.
Er trat nach dem Studium in den bayerischen Staatsdienst und wurde 1876 Assessor. 1879 avancierte er zum Amtsrichter im Justizministerium, 1885 dort zum Geheimen Sekretär und 1896 zum Ministerialrat. 1899 erhielt Thelemann das Ritterkreuz des Verdienstordens der Bayerischen Krone, verbunden mit dem persönlichen Adelstitel. 1902 erfolgte seine Berufung zum Reichsrat der Krone Bayerns auf Lebenszeit.
1902 wurde Thelemann Präsident des Oberlandesgerichts München, 1910 Präsident des Obersten Landesgerichts, dem höchsten Gericht im Königreich Bayern. Im Februar 1912 berief Prinzregent Luitpold Heinrich von Thelemann zum Bayerischen Staatsminister der Justiz, in welchem Amt er bis zum Ende der Monarchie 1918 blieb. 1913 erfolgte seine Erhebung in den erblichen Adelsstand. Er gilt als ein typischer Vertreter der dem Nationalliberalismus nahestehenden bayerischen Ministerialbürokratie. Im Kabinett von Ministerpräsident Georg von Hertling war er der einzige Protestant.
Als Justizminister spielte Thelemann 1912/13 eine wichtige Rolle bei den Bemühungen, die Regentschaft in Bayern zu beenden. Die Regierung Hertling verfolgte gemeinsam das Ziel, nach Luitpolds Tod dessen Sohn Ludwig zum König zu erheben und damit die seit 1886 für den erkrankten Otto bestehende Regentschaft abzuschließen. Strittig war in der Regierung der Weg: Die legitimistisch argumentierenden Hertling und Maximilian von Soden-Fraunhofen befürworteten eine einseitige Königsproklamation, um dem monarchischen Prinzip nicht zu schaden, Thelemann dagegen hielt diesen Weg für verfassungswidrig. Durch ein Rechtsgutachten seines Hauses (Unzner-Gutachten) gelang es Thelemann in der Ministerratssitzung vom 11. Dezember 1912 (einen Tag vor Luitpolds Tod) die gesamte Regierung auf seine Linie festzulegen. Zwar scheiterte das Vorhaben zunächst an der Zentrumsfraktion in der Kammer der Abgeordneten, die den Weg der Verfassungsänderung nicht mitgehen wollte, so dass Ludwig, den Thelemann von der Notwendigkeit eines Konsenses der bürgerlichen Parteien überzeugt hatte, zunächst als Prinzregent nachfolgte. Als aber im Herbst 1913 Teile des Rechtsgutachtens vom Dezember 1912 in der Presse erschienen, ergriff die Regierung in Abstimmung mit Ludwig erneut die Initiative und gewann diesmal auch die Zentrumsfraktion. So wurde die Regentschaft Ende Oktober, Anfang November 1913 mittels einer Verfassungsänderung auf dem von Thelemann verfolgten Weg beendet und Ludwig zum König erhoben.
Seit 1886 war Heinrich von Thelemann verheiratet mit Julie Fäustle, der Tochter seines Amtsvorgängers Johann Nepomuk von Fäustle. 
In München ist die Thelemannstraße nach dem Politiker benannt.